# Fine! 〜fly for the future〜
Fine! 〜fly for the future〜（ファイン！〜フライ フォー ザ フューチャー）は、日本のアイドルグループGEMの5枚目のシングルである。2016年3月23日にiDOL Streetから発売された。武田が留学前に参加する最後のシングルである。

## 概要
「CD+Blu-ray盤」、「イベント会場/mu-moショップ限定盤」（CDのみ × 11形態）の2種12形態で発売。本作ではミュージックカードが発売されなかった。GEMがCDで個別盤を発売するのは今回が初めてである。個別盤ではあるがジャケットや帯はどのメンバーのものも赤となっていて、武田が留学前に参加する最後のシングルであることが強く意識されている。
音楽配信はiTunes Store、レコチョク、mora等のデジタル・ダウンロード、Apple Music、レコチョク Best、AWA、LINE MUSIC等のサブスクリプション(定額聞き放題)型サービスとも2016年3月23日に配信された。
「Fine! 〜fly for the future〜」は2016年1月17日に中野サンプラザで行われた「iDOL Street Carnival 2016〜新春!開運!歌祭り!〜」で初披露された。ラジオでは同年1月21日にFM-FUJIの「GIRLS・GIRLS・GIRLS =RED ZONE= GEM★カラット」で初OAされた。

### 伊山摩穂の活動休止
2016年3月18日に公式サイト上で伊山摩穂がしばらくの間活動を休止すると発表があり、以降のライブ・イベント等は残る9人のメンバーで行うことになった。伊山不在の中本作が発売されリリースイベントも行われたが、個別盤の伊山摩穂Ver.はそのまま販売された。2016年4月13日に公式サイト上で伊山摩穂の復帰が発表され、4月24日に日比谷野外音楽堂で行われた「iCON DOLL LOUNGE」で復帰した。

## 収録曲・収録映像
| 全作曲: NA.ZU.NA、全編曲: NA.ZU.NA。 |                                                 |           |            |      |      |
| #                                    | タイトル                                        | 作詞      | 作曲・編曲 | 作詞 | 時間 |
| 1.                                   | 「Fine! 〜fly for the future〜」                |           | NA.ZU.NA   | Litz | 3:48 |
| 2.                                   | 「Fine! 〜fly for the future〜 "Instrumental"」 |           | NA.ZU.NA   |      | 3:42 |
| 合計時間:                            | 合計時間:                                       | 合計時間: | 7:30       |      |      |

| #         | タイトル                                              | 作詞 | 作曲・編曲 | 時間 |
| --------- | ----------------------------------------------------- | ---- | ---------- | ---- |
| 1.        | 「Fine! 〜fly for the future〜 "Music Video"」        |      |            | 3:45 |
| 2.        | 「Fine! 〜fly for the future〜 "Music Video Making"」 |      |            | 0:00 |
| 合計時間: | 合計時間:                                             | 3:45 |            |      |